# 백패커 (기업)
주식회사 백패커는 아이디어스, 텀블벅, 스테디오를 운영하는 기업이다. 2012년 11월 설립되었으며, 2020년 중소벤처기업부에 의해 예비유니콘 기업으로 선정되었다. 2023년 자회사 텀블벅을 합병하였다.

## 서비스
- 아이디어스
- 텀블벅
- 스테디오

## 연혁
- 2012년 11월: 백패커 설립
- 2014년 6월: 아이디어스(idus) 오픈
- 2017년 9월: 아이디어스(idus) 작가스토어 오픈
- 2018년 1월: 아이디어스(idus) 스토어 인사점 오픈 (1호점)
- 2019년 7월: 아이디어스 크래프트 랩 오픈
- 2021년 8월: 2021 레드닷 어워드 '브랜드 커뮤니케이션 디자인부문' 본상 수상